# Oxypetalum weberbaueri
Oxypetalum weberbaueri är en oleanderväxtart som beskrevs av Rudolf Schlechter. Oxypetalum weberbaueri ingår i släktet Oxypetalum och familjen oleanderväxter. Inga underarter finns listade i Catalogue of Life.